# Веллфорд (Південна Кароліна)
Веллфорд (англ. Wellford) — місто (англ. city) в США, в окрузі Спартанберг штату Південна Кароліна. Населення — 3293 особи (2020).

## Географія
Веллфорд розташований за координатами 34°56′46″ пн. ш. 82°5′56″ зх. д. / 34.94611° пн. ш. 82.09889° зх. д. (34.946147, -82.098882).  За даними Бюро перепису населення США в 2010 році місто мало площу 11,24 км², з яких 11,20 км² — суходіл та 0,05 км² — водойми.

## Демографія
Згідно з переписом 2010 року, у місті мешкало 2378 осіб у 969 домогосподарствах у складі 626 родин. Густота населення становила 211 осіб/км².  Було 1120 помешкань (100/км²).
Расовий склад населення:
| - 47,7 % — білих - 46,5 % — чорних або афроамериканців - 0,8 % — азіатів - 0,4 % — корінних американців - 1,8 % — осіб інших рас |

До двох чи більше рас належало 2,8 %. Частка іспаномовних становила 4,2 % від усіх жителів.
За віковим діапазоном населення розподілялося таким чином: 22,3 % — особи молодші 18 років, 62,1 % — особи у віці 18—64 років, 15,6 % — особи у віці 65 років та старші. Медіана віку мешканця становила 40,3 року. На 100 осіб жіночої статі у місті припадало 87,2 чоловіків;  на 100 жінок у віці від 18 років та старших — 83,2 чоловіків також старших 18 років.
Середній дохід на одне домашнє господарство  становив 43 406 доларів США (медіана — 33 750), а середній дохід на одну сім'ю — 48 914 долари (медіана — 40 104). Медіана доходів становила 39 453 долари для чоловіків та 26 593 долари для жінок. За межею бідності перебувало 27,9 % осіб, у тому числі 32,7 % дітей у віці до 18 років та 16,6 % осіб у віці 65 років та старших.
Цивільне працевлаштоване населення становило 937 осіб. Основні галузі зайнятості: виробництво — 24,2 %, освіта, охорона здоров'я та соціальна допомога — 16,0 %, роздрібна торгівля — 14,1 %.